# Phillip Law
Pour les articles homonymes, voir Law.
Phillip Garth Law, né le 21 avril 1912 à Tallangatta et mort le 28 février 2010, est un scientifique et explorateur australien.

## Biographie
Il a notamment servi comme directeur des Australian National Antarctic Research Expeditions (ANARE) entre 1949 et 1966.
Il est le frère de l'écrivain et voyageuse Wendy Law Suart (en). Le navire océanographique MV Nella Dan a été nommé en l'honneur de son épouse, Nel Law.
En 1961, Phillip Law décrit les îles Terra Nova dans la mer de Somov, qu'il nomme ainsi en l'honneur de Harry Pennell commandant de l'expédition Terra Nova en Antarctique. Il s'avèrera en 1989 que ces deux îles n'existent pas.